# 格拉達什契察河
46°2′38″N 14°30′20″E / 46.04389°N 14.50556°E

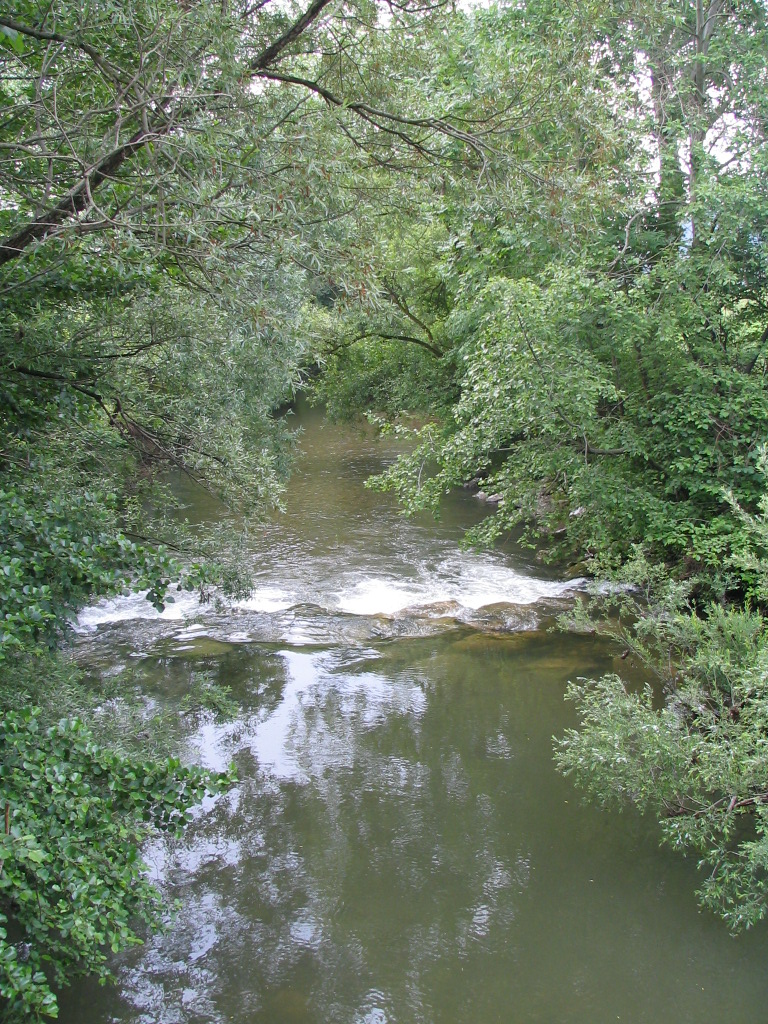

格拉達什契察河，為斯洛文尼亞的河流，位於該國中部，屬於盧布爾雅尼察河的左支流，河道全長33公里，流域面積181平方公里，平均流量每秒2.27立方米。